# Офуда
Офуда (яп. 御札, 神札) — разновидность домашнего талисмана или амулета, получаемая в синтоистском храме. Она вешается в доме как защитный амулет (гофу, 護符). Иногда называется симпу (яп. 神符). Офуда выглядит либо как запись, содержащая имена ками и храма, либо как символ ками на полоске бумаги, дерева, ткани или металла.

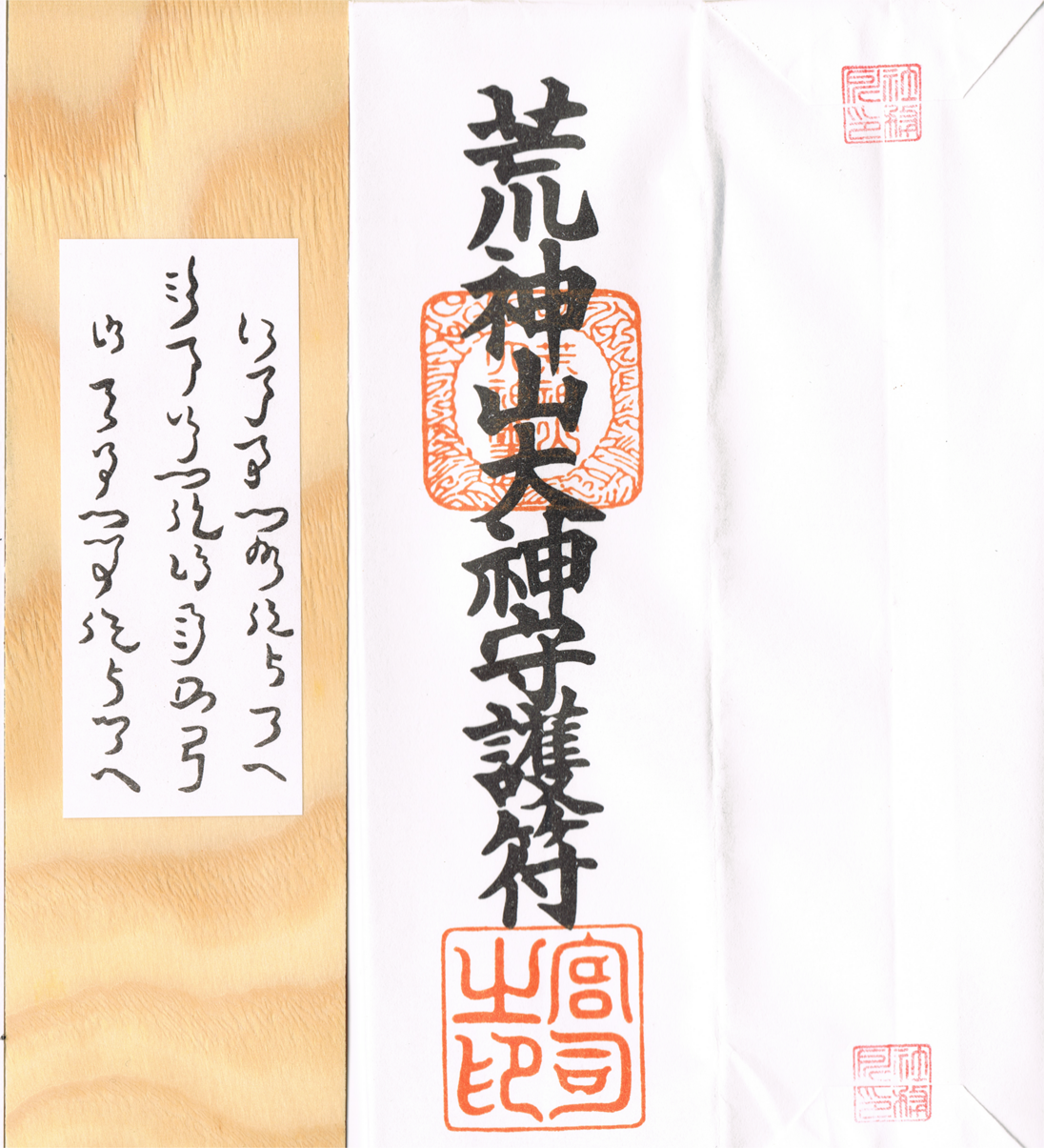
Офуда

Офуду полагается обновлять ежегодно, обычно перед концом года, и прикреплять к двери, столбу или потолку. Её также могут разместить в камидана — домашнем святилище. Считается, что офуда хранит семью в доме от напастей — например, болезни. Особые офуда могут размещаться в местах вроде кухни для защиты от случайного пожара. Популярную офуду дзингу-тайма (яп. 神宮大麻 дзингу: тайма) или просто тайма (大麻) получают в храме Исэ. Её делают на конопляной ткани (этот материал используется издревле).
Переносную разновидность офуды обычно называют омамори. Как правило, её выдают завёрнутой в мешочки из украшенной ткани. Омамори происходят из оммёдо и буддизма, однако позже были приняты в синтоизм. И буддистские, и синтоистские храмы выдают омамори. В отличие от офуды, используемой как семейный оберег, омамори — личный талисман.